# 밴쿠버 화이트캡스 FC (1986년)
밴쿠버 화이트캡스 FC(Vancouver Whitecaps FC)는 USSF 디비전 2 프로패셔널 리그에 소속된 캐나다의 프로축구단으로 브리티시컬럼비아주 버너비를 연고지로 하고 있으며 스완가드 스타디움을 홈경기장으로 사용하고 있다. 1986년부터 2010년까지 리그 참가했다. 그리고 창단 당시 팀명은 밴쿠버 에이티식서스있었으나, 2001년 밴쿠버 화이트캡스 FC로 변경했다.